# Giro del Belgio 1939
Il Giro del Belgio 1939, ventottesima edizione della corsa, si svolse in cinque tappe tra il 25 maggio e il 29 maggio 1939, per un totale di 1 148 km e fu vinto dal belga Joseph Somers.

## Tappe
| Tappa  | Data      | Percorso               | km    | Vincitore di tappa | Leader cl. generale |
| ------ | --------- | ---------------------- | ----- | ------------------ | ------------------- |
| 1ª     | 25 maggio | Bruxelles > Courtrai   | 239   | Camille Beeckman   |                     |
| 2ª     | 26 maggio | Courtrai > Namur       | 238   | Sylvain Grysolle   |                     |
| 3ª     | 27 maggio | Namur > Lussemburgo    | 229   | Antoine Dignef     |                     |
| 4ª/1ª  | 28 maggio | Lussemburgo > Bastogne | 70    | Joseph Somers      |                     |
| 4ª/2ª  | 28 maggio | Bastogne > Liegi       | 149   | Joseph Somers      |                     |
| 5ª     | 29 maggio | Liegi > Bruxelles      | 225   | Joseph Somers      | Joseph Somers       |
| Totale | Totale    | Totale                 | 1 148 |                    |                     |

## Dettagli delle tappe

### 1ª tappa
- 25 maggio: Bruxelles > Courtrai – 239 km

Risultati
| Pos. | Corridore        | Squadra | Tempo    |
| ---- | ---------------- | ------- | -------- |
| 1    | Kamiel Beeckman  | Helyett | 6h20'44" |
| 2    | Joseph Somers    | Mercier | s.t.     |
| 3    | Achiel De Backer | Mercier | a 41"    |

### 2ª tappa
- 26 maggio: Courtrai > Namur – 238 km

Risultati
| Pos. | Corridore        | Squadra        | Tempo    |
| ---- | ---------------- | -------------- | -------- |
| 1    | Sylvain Grysolle | Dilecta-Wolber | 6h43'32" |
| 2    | Louis Saeremans  | Essor          | s.t.     |
| 3    | René Pedroli     | Cycles Faber   | s.t.     |

### 3ª tappa
- 27 maggio: Namur > Lussemburgo – 229 km

Risultati
| Pos. | Corridore          | Squadra        | Tempo    |
| ---- | ------------------ | -------------- | -------- |
| 1    | Antoine Dignef     | Helyett        | 6h29'13" |
| 2    | Julien Hamelriyckx | Dilecta-Wolber | s.t.     |
| 3    | Maurice Clautier   | Alcyon-Dunlop  | s.t.     |

### 4ª tappa-1ª semitappa
- 28 maggio: Lussemburgo > Bastogne – Cronometro individuale – 70 km

Risultati
| Pos. | Corridore       | Squadra        | Tempo    |
| ---- | --------------- | -------------- | -------- |
| 1    | Joseph Somers   | Mercier        | 2h04'28" |
| 2    | Albet Dubuisson | Helyett        | a 2'53"  |
| 3    | Albert Perikel  | De Dion-Bouton | a 2'57"  |

### 4ª tappa-2ª semitappa
- 29 maggio: Bastogne > Liegi – 149 km

Risultati
| Pos. | Corridore             | Squadra     | Tempo    |
| ---- | --------------------- | ----------- | -------- |
| 1    | Joseph Somers         | Mercier     | 4h39'29" |
| 2    | Albet Dubuisson       | Helyett     | s.t.     |
| 3    | Georges Van Der Gucht | Individuale | a 27"    |

### 5ª tappa
- 29 maggio: Liegi > Bruxelles – 225 km

Risultati
| Pos. | Corridore        | Squadra       | Tempo    |
| ---- | ---------------- | ------------- | -------- |
| 1    | Joseph Somers    | Alcyon-Dunlop | 6h35'36" |
| 2    | Maurice Clautier | Helyett       | s.t.     |
| 3    | Albet Dubuisson  | Helyett       | s.t.     |

## Classifiche della corsa

### Classifica generale
| Pos. | Corridore             | Squadra        | Tempo     |
| ---- | --------------------- | -------------- | --------- |
| 1    | Joseph Somers         | Helyett        | 32h50'06" |
| 2    | Antoine Dignef        | Helyett        | a 20'30"  |
| 3    | Maurice Clautier      | Alcyon-Dunlop  | a 22'01"  |
| 4    | Edgard De Caluwé      | Dilecta-Wolber | a 22'32"  |
| 5    | Julius Hamelryckx     | Dilecta-Wolber | a 22'35"  |
| 6    | Kamiel Beeckman       | Helyett        | a 24'01"  |
| 7    | Albert Perikel        | De Dion-Bouton | a 25'45"  |
| 8    | Louis Saeremans       | Essor          | a 30'38"  |
| 9    | René Pedroli          | Cycles Faber   | a 31'11"  |
| 10   | Roger Vandendriessche | Essor          | a 49'37"  |